# Take the Crown Stadium Tour
Take the Crown Stadium Tour fue la séptima gira del cantante británico Robbie Williams, realizada para promocionar su noveno álbum de estudio, Take the Crown (2012). Recorrió ciudades de Europa durante junio, julio y agosto del 2013. Contando con 26 recitales, comenzó el 14 de junio en Dublín y finalizó el 25 de agosto en Stavanger. Es la primera gira de Williams como solista en siete años, desde el Close Encounters Tour (2006).

## Antecedentes
Para promocionar el lanzamiento de Take the Crown, Williams se presentó en la The O2 Arena de Londres, Inglaterra el 22, 23 y 24 de septiembre de 2012. El último concierto fue filmado y transmitido en Sky 1, dirigido por Hamish Hamilton. Dos días después del último recital, el cantante confirmó mediante una conferencia de prensa transmitida en línea el Take the Crown Stadium Tour. Junto a Olly Murs, acto de apertura, anunció las fechas que se desarrollarían en los principales estadios de Europa y una asociación con Samsung, quien patrocinó la gira. Una preventa exclusiva comenzó el 29 de noviembre en el sitio web de Williams.
Fechas adicionales en Irlanda, Inglaterra, Escocia, Croacia y Noruega fueron anunciadas en febrero y marzo de 2013. En un comunicado en su sitio web, Williams se refirió a las quejas de sus admiradores por la exclusión de algunos lugares en la gira. Comentó que no quería exponerse a los riegos que esto representaba para su salud, recordando específicamente el Close Encounters Tour (2006) que recorrió África, Asia, Europa, Latinoamérica y Oceanía pero que lo llevó a una adicción a los fármacos y una posterior rehabilitación. Declaró:

«Por favor, no pregunten cosas como "¿Por qué no vienes a…?". La respuesta es no se porque o porque no quiero trabajar tan duro. Fui a todas partes en el 2006 y cuando acabé terminé en rehabilitación. Simplemente ya no tengo ese motor que se necesita para hacerlo. Lamento si se sienten excluidos pero tengo que protegerme. No planeé las fechas del tour y particularmente no me molesto en averiguar porque no voy a tal o tal lugar. Voy donde me dicen e intento entretenerlos un montón mientras estoy allí. Mucho amor».

## Desarrollo
En una entrevista con The Sun, el cantante comentó sarcásticamente que la temática principal de los conciertos sería el sexo. Declaró: «Tengo previsto practicar mucho sexo en directo encima del escenario. Estoy practicando teniendo mucho sexo en diferido, pero no está saliendo muy bien. Puedo prometer desnudos y sexo y todo lo practicaré conmigo mismo [sic]». Por otro lado, los ensayos comenzaron el 9 de mayo, casi un mes antes de comenzar la gira.
El 26 de junio, el sitio de Williams reveló que el concierto programado para el 20 de agosto en Tallin, sería grabado para el lanzamiento de un DVD de la gira. Siendo el primer artista internacional que graba un recital allí y al mismo tiempo, el Día de la re-Independencia en Estonia, el cantante comentó: «Nunca he estado en Estonia, y estoy emocionado de filmar mi brillante espectáculo en el Día de re-Independencia».

## Lista de canciones
1. «Hey Wow Yeah Yeah»
2. «Let Me Entertain You»
3. «Monsoon»
4. «Not Like the Others»
5. «Minnie the Moocher» (versión de Cab Calloway)
6. «Kids»
7. «Sin Sin Sin»
8. «Bodies»
9. «Come Undone»
10. «Everything Changes» (canción de Take That)
11. «Strong»
12. «Gospel»
13. «Be a Boy»
14. «Millennium» (versión acústica)
15. «Better Man»
16. «Sexed Up»
17. «Me and My Monkey»
18. «Candy»
19. «Hot Fudge/Rudebox»
20. «Rock DJ»
21. «Feel»
22. «She's the One»
23. «Angels»

Fuente: PopLedge.

## Actos de apertura
- Olly Murs[18][19]

## Fechas de la gira
| Fecha                | Ciudad        | País         | Lugar                         |
| -------------------- | ------------- | ------------ | ----------------------------- |
| Europa               |               |              |                               |
| 14 de junio de 2013  | Dublín        | Irlanda      | Estadio Aviva                 |
| 18 de junio de 2013  | Mánchester    | Inglaterra   | Etihad Stadium                |
| 19 de junio de 2013  | Mánchester    | Inglaterra   | Etihad Stadium                |
| 21 de junio de 2013  | Mánchester    | Inglaterra   | Etihad Stadium                |
| 22 de junio de 2013  | Mánchester    | Inglaterra   | Etihad Stadium                |
| 25 de junio de 2013  | Glasgow       | Escocia      | Hampden Park                  |
| 26 de junio de 2013  | Glasgow       | Escocia      | Hampden Park                  |
| 29 de junio de 2013  | Londres       | Inglaterra   | Estadio de Wembley            |
| 30 de junio de 2013  | Londres       | Inglaterra   | Estadio de Wembley            |
| 2 de julio de 2013   | Londres       | Inglaterra   | Estadio de Wembley            |
| 5 de julio de 2013   | Londres       | Inglaterra   | Estadio de Wembley            |
| 10 de julio de 2013  | Gelsenkirchen | Alemania     | Veltins-Arena                 |
| 13 de julio de 2013  | Ámsterdam     | Países Bajos | Ámsterdam Arena               |
| 17 de julio de 2013  | Viena         | Austria      | Messe Wien                    |
| 20 de julio de 2013  | Gotemburgo    | Suecia       | Estadio Ullevi                |
| 22 de julio de 2013  | Copenhague    | Dinamarca    | Parken Stadion                |
| 23 de julio de 2013  | Copenhague    | Dinamarca    | Parken Stadion                |
| 27 de julio de 2013  | Hannover      | Alemania     | AWD-Arena                     |
| 31 de julio de 2013  | Milán         | Italia       | Estadio Giuseppe Meazza       |
| 3 de agosto de 2013  | Bruselas      | Bélgica      | Estadio Rey Balduino          |
| 7 de agosto de 2013  | Múnich        | Alemania     | Estadio Olímpico de Múnich    |
| 11 de agosto de 2013 | Stuttgart     | Alemania     | Mercedes-Benz Arena           |
| 13 de agosto de 2013 | Zagreb        | Croacia      | Estadio Maksimir              |
| 16 de agosto de 2013 | Zúrich        | Suiza        | Letzigrund                    |
| 20 de agosto de 2013 | Tallin        | Estonia      | Tallinn Song Festival Grounds |
| 25 de agosto de 2013 | Stavanger     | Noruega      | Viking Stadion                |